# Adolf Sinzinger
Adolf Sinzinger (* 29. Januar 1891 in Suben, Österreich-Ungarn; † 15. Juni 1974 in Wels) war ein österreichischer Militär und im Zweiten Weltkrieg Generalleutnant der deutschen Wehrmacht.

## Leben
Sinzinger wurde 1891 als Sohn eines Oberaufsehers der Strafanstalt Suben geboren. Er schlug eine Karriere beim Militär ein und wurde Leutnant im k. u. k. 2. Tiroler Jäger-Regiment „Kaiserjäger“. Nach dem Ersten Weltkrieg war er im österreichischen Bundesheer. Bereits 1925 trat er nach eigenen Angaben erstmals der NSDAP bei (Mitgliedsnummer 14.902), allerdings im selben Jahr im Sommer wieder aus, bevor er April 1932 wieder eintrat (Mitgliedsnummer 1.089.608). Er war Mitglied der illegalen SA-Brigade 6. Beim Juliputsch 1934 nahm er eine aktive Rolle ein. Laut eigener Angabe war er 1936 Mitbegründer des Nationalsozialistischen Soldatenrings, der illegalen Vereinigung von nationalsozialistischen Offizieren im österreichischen Bundesheer, und dort ab 1937 Gauleiter der westlichen und nördlichen Divisionsbereiche in Österreich.
Nach dem Anschluss 1938 wurde Sinzinger als Oberst in die deutsche Wehrmacht übernommen. Er war auch Mitglied der Muff-Kommission, die über die Übernahme von Offizieren des Bundesheeres in die Wehrmacht entschied.
Sinzinger konnte im Januar und Februar 1942 als Kampfkommandant die russische Stadt Welisch gegen einen Großangriff der Sowjet-Armee verteidigen und wurde dafür im Februar 1942 mit dem Ritterkreuz ausgezeichnet. Von 12. Februar bis 2. November 1942 war er Kommandeur der 83. Infanterie-Division. 1943 wurde ihm, wohl als persönlicher Dank Hitlers für seinen überzeugten Einsatz für die Partei vor 1938, das Goldene Parteiabzeichen der NSDAP verliehen.
Am 15. März 1944 wurde er Stadtkommandant von Wien, in dieser Funktion leistete er am 20. Juli 1944 den telegrafierten Befehlen der Verschwörer um Stauffenberg Folge und ließ die obersten Parteifunktionäre verhaften. Nach dem Scheitern des Putsches wurde er mit 29. Juli 1944 als Stadtkommandant abgesetzt und in Haft genommen, zuletzt in Festungshaft in Norddeutschland, aus der er bei Kriegsende von den US-amerikanischen Streitkräften befreit wurde.
Sinzinger wurde von der Kommission für die Vorbereitung von schweren Kriegsverbrecherprozessen 1946 auf die 4. Liste von Kriegsverbrechern gesetzt; ob er tatsächlich verurteilt oder auch nur angeklagt wurde, ist unklar. Er soll nach dem Zweiten Weltkrieg in Meran gelebt haben.
Sinzinger starb am 15. Juni 1974 in Wels und wurde dort beerdigt.

## Verhinderung einer Massenerschießung 1942 in Welisch
Sinzinger war im Januar 1942 Kommandeur des Infanterie-Regiments 257 der 83. Infanterie-Division und Kampfkommandant in Welisch. Die Stadt war fast vollständig eingekesselt und stand vor der drohenden Wiedereroberung durch die russische Armee. In dieser Situation traf das Sonderkommando 7a unter Kurt Matschke ein, eine so genannte Einsatzgruppe, deren Aufgabe die Liquidierung von Juden und Partisanen hinter der Front war. Matschke forderte von Oberst Sinzinger sein Einverständnis für die Erschießung der etwa 200 jüdischen Stadtbewohner, die in Welisch interniert waren; möglicherweise verlangte er sogar, dass Sinzingers Männer selbst die Liquidierung erledigten. Sinzinger lehnte Matschkes Vorhaben entschieden ab und ließ sich auch nicht durch die Drohung beirren, er verweigere gerade einen Führerbefehl und müsse mit Konsequenzen rechnen. Als wenig später Matschkes Vorgesetzter Erich Naumann in Welisch eintraf, nahm dieser Sinzingers Weigerung zur Kenntnis und ließ das Sonderkommando 7a abziehen. Sinzinger soll die Juden dann in Richtung der sowjetischen Frontlinie verwiesen und so vor dem Zugriff deutscher Mordkommandos bewahrt haben. Welisch blieb noch bis 1943 unter deutscher Kontrolle.